# علي عبد النبي
علي حسن إبراهيم عبد النبي (مواليد 14 أكتوبر 1971) حكم كرة قدم بحريني.
أصبح عبد النبي حكم كرة قدم دولي معتمد من قبل الاتحاد الدولي لكرة القدم في عام 2009. أدار دوليا في التصفيات الآسيوية المؤهلة إلى كأس العالم لكرة القدم 2014 وبطولة أسيان لكرة القدم ودوري أبطال آسيا وكأس الاتحاد الآسيوي وتصفيات بطولة آسيا تحت 22 لكرة القدم 2013 كما يدير مباريات الدوري البحريني الممتاز.